# Simeó Escolari
Simeó Escolari (en llatí Symeon, Simeon Scholarius o Hieronomachus, en grec Συμεών ἱερομόναχος ὁ σχολάριος) fou un monjo romà d'Orient que va viure amb seguretat després del segle viii però les dates no es coneixen amb certesa. Va escriure una obra titulada Κανόνες, Syntagma Canonum, que inclou els cànons atribuïts als apòstols i als set concilis generals.